# Mercedes-Benz G 63 AMG
Mercedes-Benz G 63 AMG - позашляховики, що виробляються компанією Mercedes-Benz з 1979 року. 
Mercedes-Benz G 63 AMG 6x6 - SUV, що почали вироблятися у 2007 році для потреб австралійської армії. Виробництво продовжувалось до 2015 року, вийшло більше 100 одиниць.

## Опис
Mercedes-Benz G63 AMG 2016 року оснащується 5,5-літровим 8-циліндровим мотором TURBO MPFI. Двигун працює в парі з семиступінчастою АКПП. Силовий агрегат  працює тільки на бензині вищого класу і витрачає приблизно 13,8л/100км. Незважаючи на досить велику масу і габарити автомобіля, розгін до сотні займає 5,4 с. Для кращої економії палива двигун оснащений системою «старт-стоп». Позашляховик оснащується повним приводом. 

## Огляд моделі

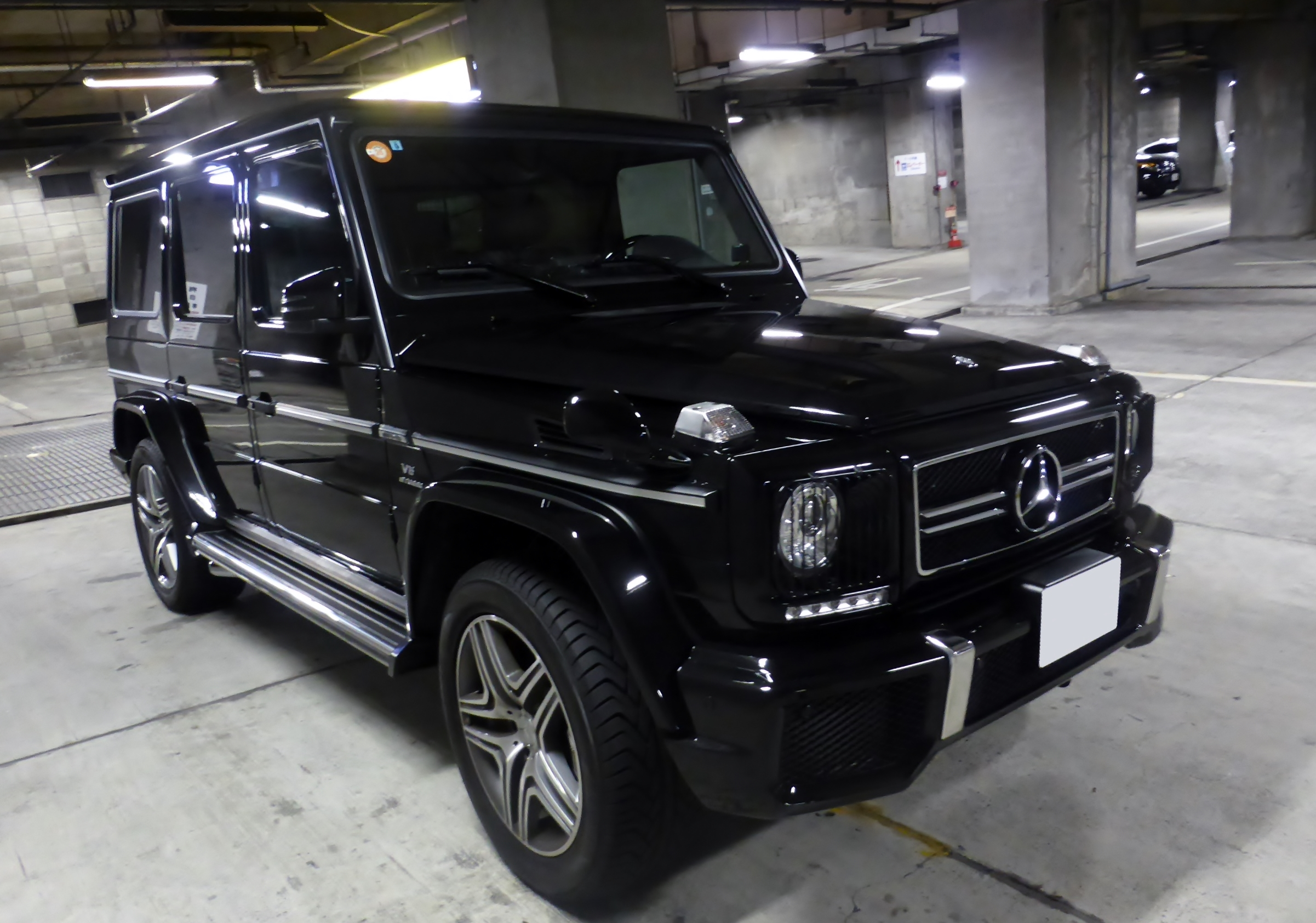
Mercedes Benz G63 AMG Long (front)
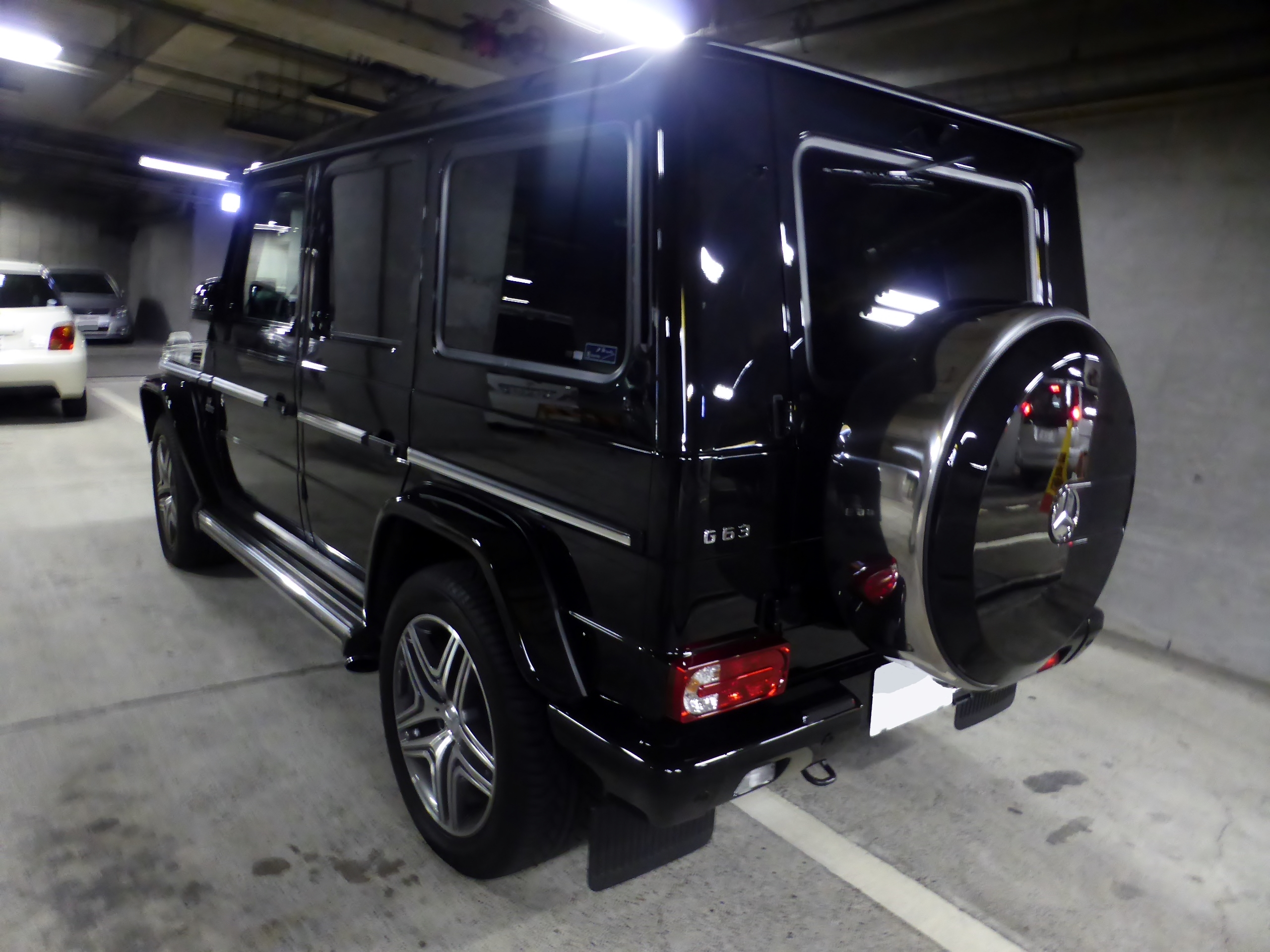
Mercedes Benz G63 AMG Long (back)
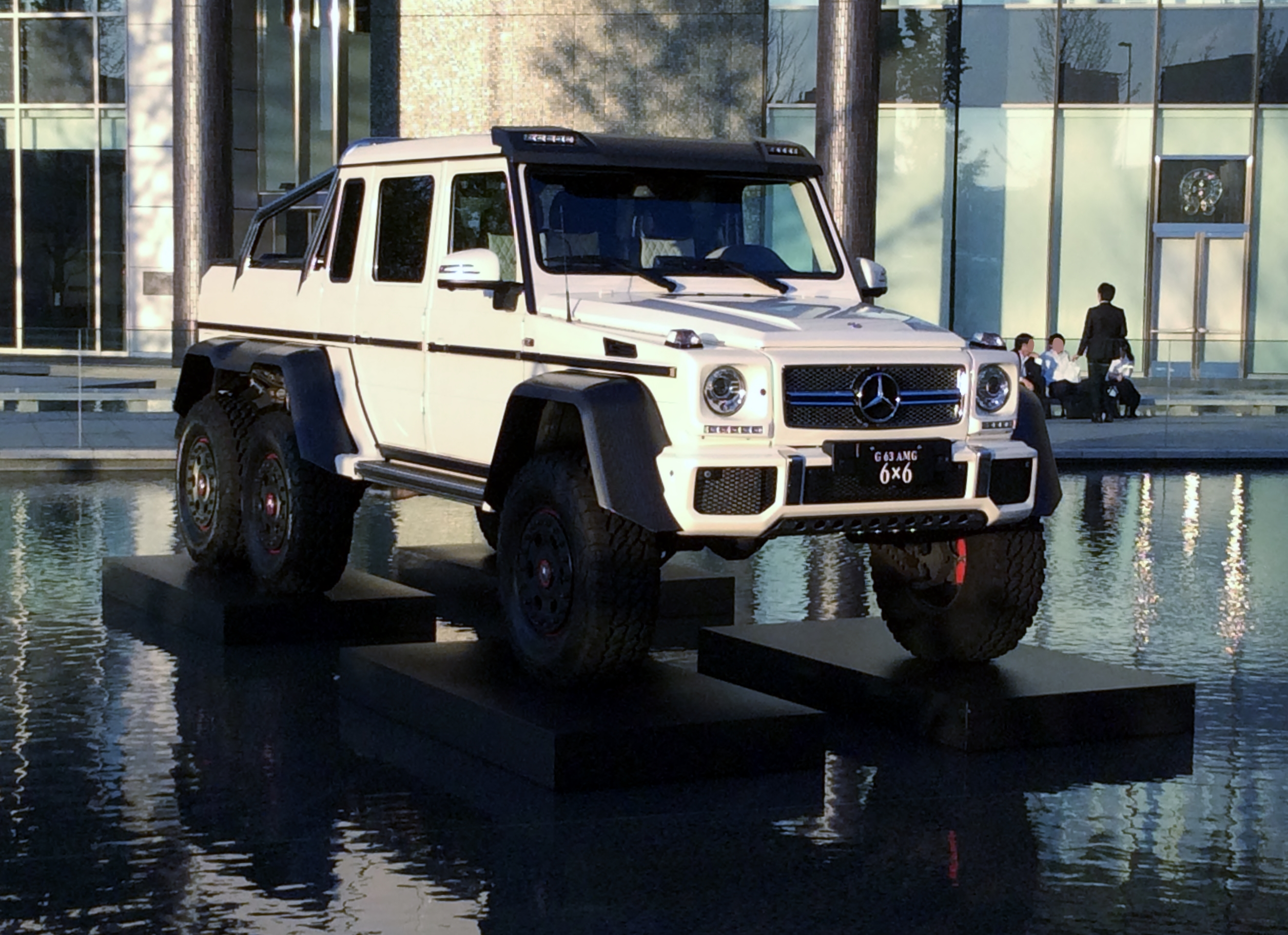
Mercedes-Benz G63 AMG 6×6 (W463)
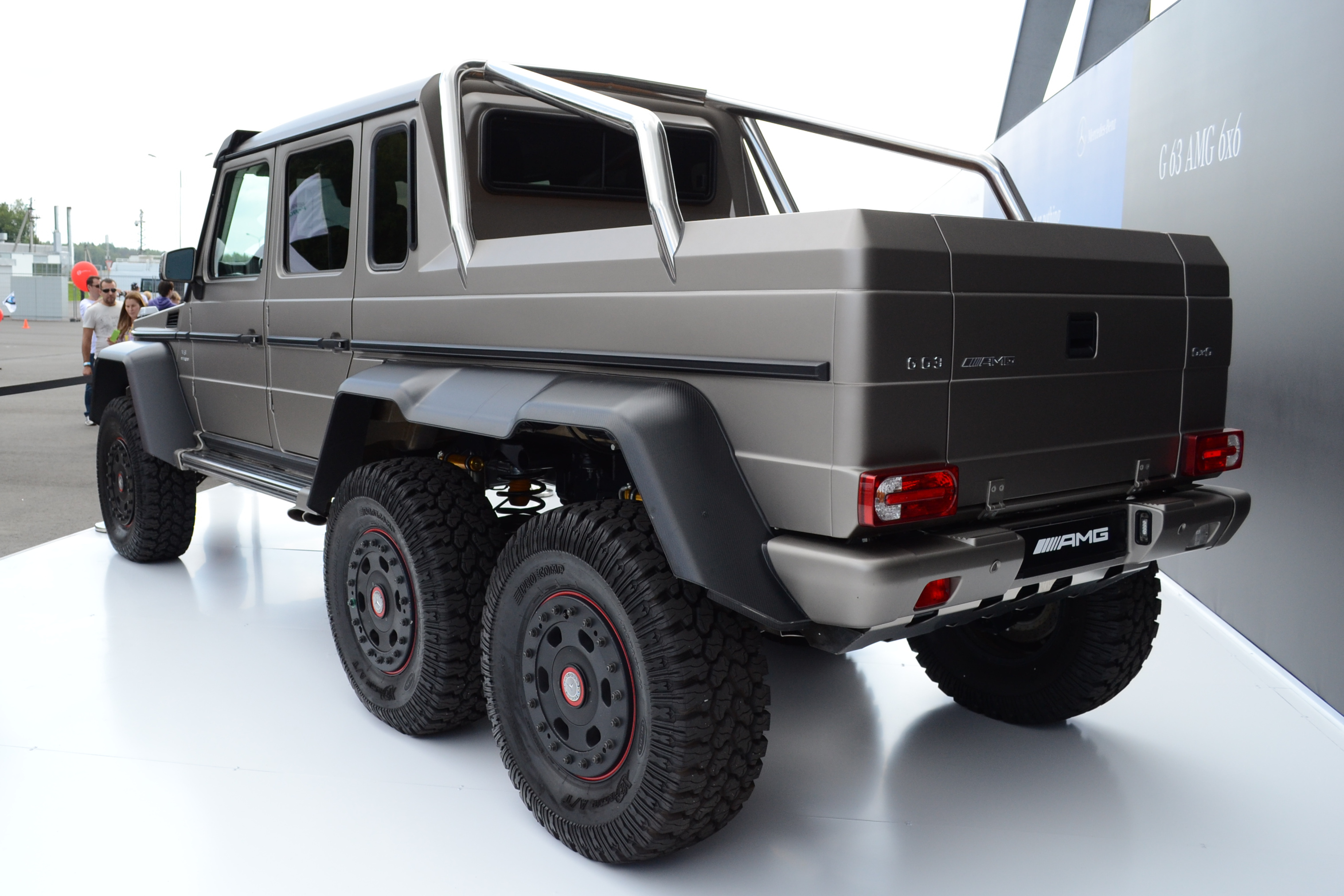
Mercedes-Benz G 63 AMG 6x6 (back)